# Peșteana, Mehedinți
Peșteana este un sat în comuna Florești din județul Mehedinți, Oltenia, România.